# Garella
Garella is een geslacht van vlinders van de familie visstaartjes (Nolidae), uit de onderfamilie Chloephorinae.

## Soorten
- G. basalis Berio, 1966
- G. musculana (Erschov, 1874)
- G. nephelota Hampson, 1912
- G. nilotica (Rogenhover, 1882)
- G. nubilosa Hampson, 1912
- G. rotundipennis Walker, 1864